# Clog

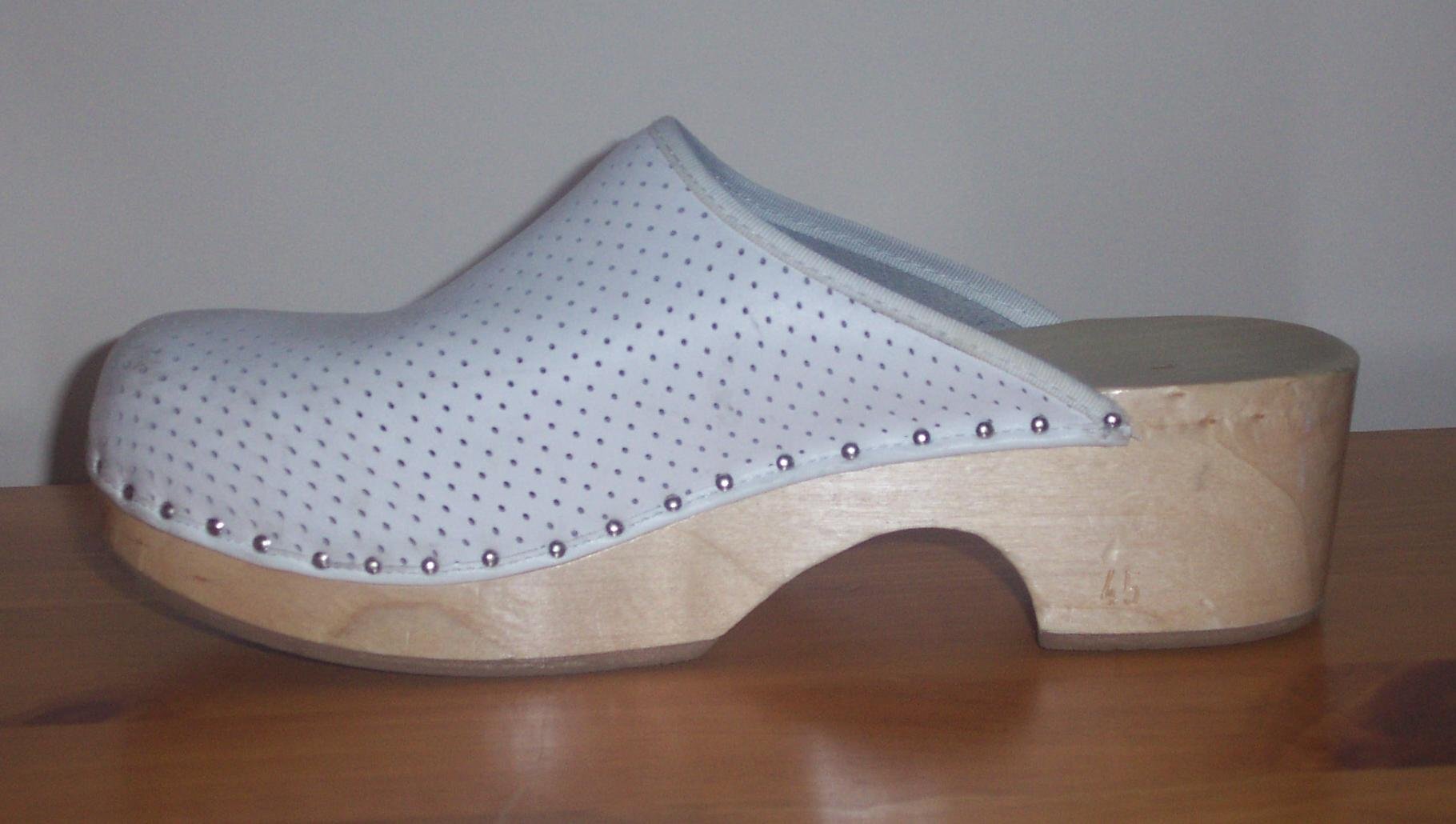
Klassischer Clog, „Berkemann Toeffler nach Prof. Thomsen“, 2005

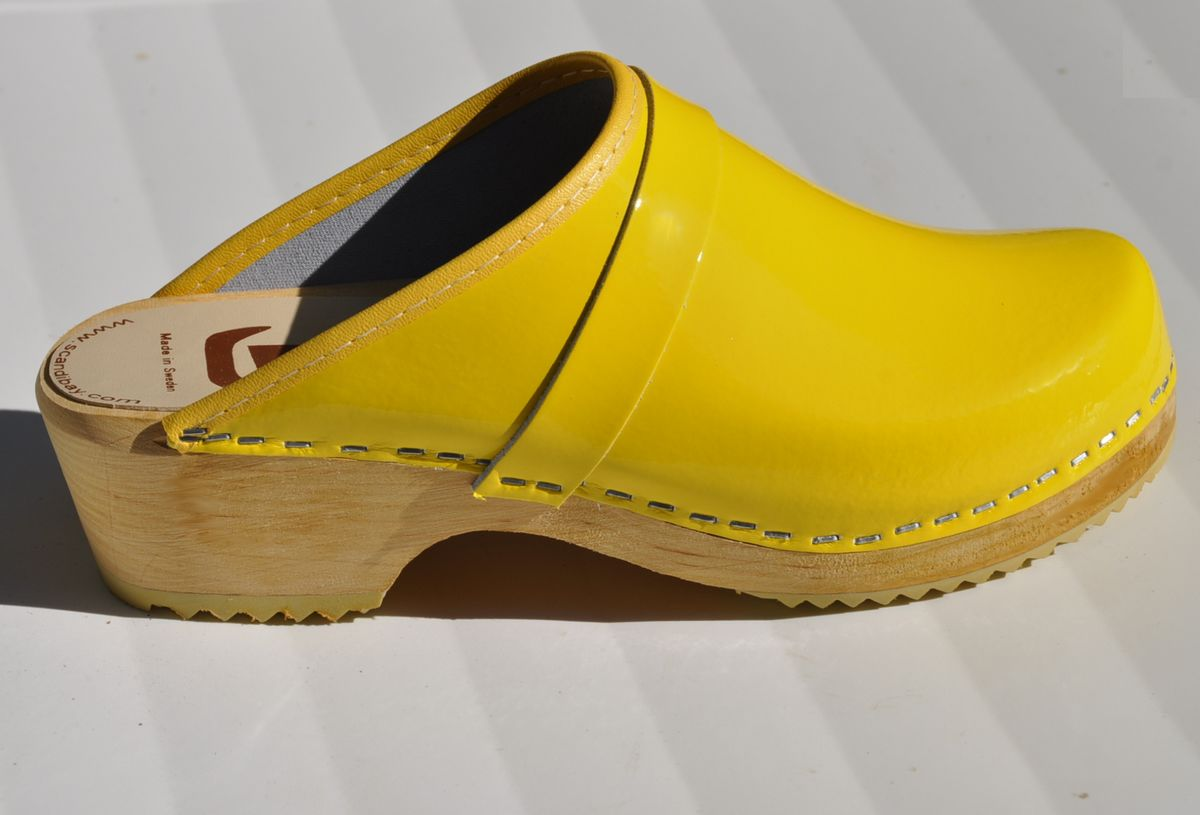
Klassischer Clog, Schweden, 2011

Clogs, auch Schwedenclogs oder Klotschen (Sg. der Klotschen), sind pantoffelartige Schuhe mit einer festen, meist aus Holz bestehenden, Sohle.
Ursprünglich bestand das vorne immer geschlossene Vorderblatt aus Leder, Leinen oder Raffiabast. Heutzutage finden sich Oberteile aus allen möglichen Materialien, die ebenfalls seitlich an die Sohle genagelt werden. Diese simple und materialsparende Herstellungsweise machte Clogs früher zu preiswerten Schuhen.

## Begriff
clog bedeutet im Englischen „dickes Stück Holz“ und kann sowohl Holzschuhe wie auch Holzsohlenschuhe bezeichnen. Im Deutschen bezeichnet der Begriff hingegen überwiegend Schuhe mit geschlossenem Vorderblatt und Holzsohle. Auch Kunststoffschuhe, deren Form Holzclogs ähneln, werden zunehmend Clogs genannt.

## Geschichte
Clogs haben sich aus Arbeitsschuhen mit Holzsohle entwickelt, die im 19. Jahrhundert von Arbeiterinnen und Arbeitern in Fabriken und bei der Landarbeit getragen wurden. Sie stammen ursprünglich aus Großbritannien und haben über Schweden allgemeine Verbreitung gefunden. Ab den 1930er Jahren wurden die Schuhe zyklisch zur Mode. 1956 zeigte sich Marilyn Monroe in einem Fotoshooting mit Milton Greene in schwarzen Clogs und trug so zu deren Verbreitung als modisches Accessoire bei.

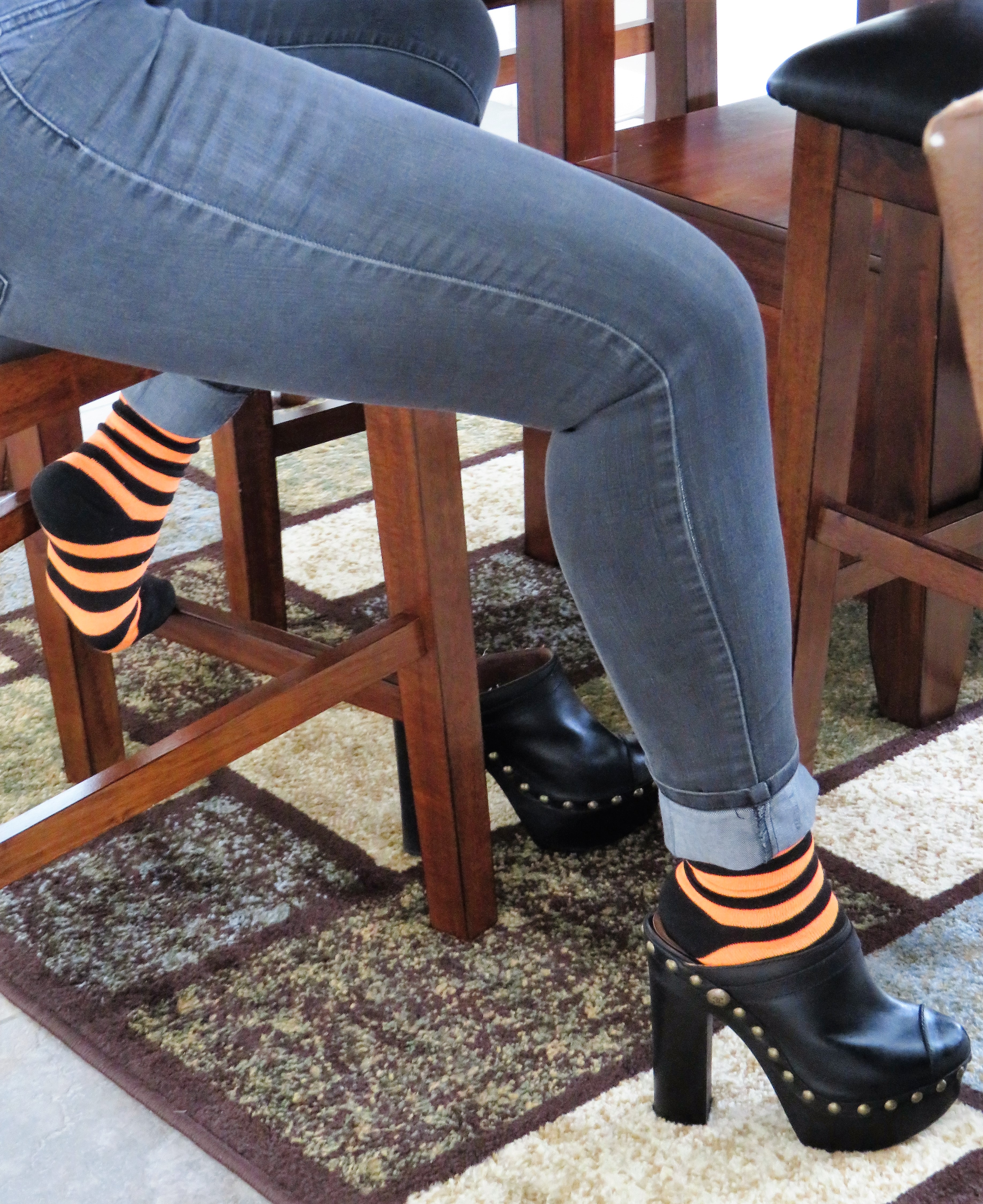
Clogs als Absatzschuh, 2016

Der Hamburger Hersteller Berkemann führte 1964 den von dem Orthopäden Wilhelm Thomsen entwickelten Toeffler ein, ein Clog, der mit seiner orthopädisch geformten Holzsohle und der charakteristischen Lochung des Oberleders in verschiedenen Farben zum Standardmodell in Deutschland wurde. Den Berkemann-Toeffler gab es auch für Kinder, beginnend mit Schuhgröße 23.
In den 1960er und 1970er Jahren gehörten Clogs zusammen mit Schlaghosen und Cordstoffen in weiten Teilen der westlichen Welt zur Jugendmode, sie standen für eine Ästhetik der Naturverbundenheit. Um dies besonders herauszustellen, wurden Clogs auch oft barfuß getragen. Um das Jahr 2000 herum trugen Künstlerinnen wie Christina Aguilera, 2010 dann Alexa Chung Clogs. Seitdem fanden sich Clogs und Holzsandalen in zahlreichen Varianten auch in Modekollektionen u. a. von Dior, Gucci, Chanel und Louis Vuitton.

## Varianten
Mitte der 1990er Jahre wurden vom Unternehmen Birkenstock clogartige Schuhe aus Polyurethan (gedacht für die Gartenarbeit) eingeführt, die später zur Verbesserung des Tragekomforts um ein auswechselbares Fußbett erweitert wurden. Seit 2002 vermarktet die Firma Crocs ihre Clogs ähnelnden Kunststoffschuhe unter anderem als Clogs Classic.
In einigen Plastik-Clogs bestimmter Hersteller wurden im Jahr 2013 bei einer Analyse des WDR krebserregende polycyclische aromatische Kohlenwasserstoffe (PAK) gefunden.